# Добруський район
До́бруський райо́н (біл. Добрушскі раён) — адміністративна одиниця Білорусі, Гомельська область. Адміністративний центр — місто Добруш.

## Географія
Площа району становить 1440 км кв (16-те місце). Район граничить із Вєтківським і Гомельським районами Гомельської області, Новозибківським, Злінківським і Клімовським районами Брянської області Російської Федерації, Городнянським районом Чернігівської області України.
Основні річки — Іпуть.
На північному сході від села Леніна бере початок річка Даворка, права притока Цяти. 
У західній частині району розташований Шабрінський біологічний заказник.

## Історія

Мапа Добруського району

Район створений у грудні 1926 року, але 4 серпня 1927 року його ліквідували. Відновлений 12 лютого 1935 року.

## Демографія
Населення району — 42 200 чоловік (9-те місце), у тому числі в міських умовах проживають 20 700 чоловік. Усього налічується 102 населених пункти.

## Транспорт
Транспортна інфраструктура включає залізниці Гомель — Брянськ, Гомель — Бахмач, Гомель — Круговець, а також автошляхи, зокрема Брянськ — Кобринь.

## Люди, пов'язані з Добруським районом
- Терешков Олексій Дмитрович — Герой Радянського Союзу.
- Тихін Якович Кисельов — радянський державний і партійний діяч. Депутат Верховної Ради СРСР 4-10 скликань. Член ЦК КПРС (1961—1983). Кандидат у члени Політбюро ЦК КПРС (1980–1983). Герой Соціалістичної Праці (1977). У 1978–1980 роках перший заступник голови Совміна СРСР. З 1980 року перший секретар ЦК Компартії Білорусі.
- Селецький Валерій Степанович — голова Гомельської обласної ради депутатів (з 1995 року).
- Лебедєв Микола Опанасович — повний кавалер ордена Слави, після війни працював учителем у селі Тереховка.

## Цікаві факти
На території Добруського району є анклав Медвеже-Саньково, що адміністративно відноситься до Брянської області РФ.